# Богота
Богота (шп. Bogotá) је главни град Колумбије и колумбијског департмана Кундинамарка. Административно има статус престоничког округа Колумбије (Distrito Capital). Она је највећи град земље, и данас има око 6,8 милиона становника (8,3 милиона у ширем подручју) Богота један је од светских градова са најбржим растом. По површини подручја, Богота је такође највеће подручје у Колумбији, а с надморском висином од 2.640 m заузима треће место међу свим светским главним градовима, након Ла Паза (Боливија) и Кита (Еквадор).
Културни живот града је на високом нивоу. Богота је позната као развијени књижевни центар. Има стари универзитет основан 1572. године и много библиотека и књижара. Многи је због тога називају „америчком Атином“.

## Историја
Богота је раније носила назив Bacatá, што на језику Чибча индијанаца значи засејана поља. Подручје данашње Боготе је било средиште њихове цивилизације све до доласка конкистадора, након чега је почео нагли раст броја становника. Модерно насеље из којег се развио град Богота основао је Гонзало Хименез де Кезада 6. августа 1538. и назвао Санта Фе де Богота (Santa Fé de Bogotá), по свом родном граду Санта Фе те локалном називу Bacatá. Град је 1717. постао престоница Вицекраљевства Нова Гранада, која се састојала од данашњих држава Колумбије, Венецуеле, Еквадора и Панаме. Богота се, уз Лиму и град Мексико, развила у један од главних центара шпанске администрације у Америци. У то време је град био познат под именом Санта Фе, док је после стицања независности 1819. његово име постало Богота.
Године 1810,-1811, грађани Боготе подижу устанак против шпанске власти и организују властиту власт. Међутим, неколико година су се међусобно борили, а 1816. власт у граду накратко преузимају шпански војници. Напокон, 1819 године град ослобађају устаници на челу са Симон Боливаром, након победе у бици код Бојака. Богота тада постаје главни град Велике Колумбије, федералне државе у чији су састав улазиле данашње Панама, Колумбија, Венецуела и Еквадор. Када се Велика Колумбија распала, Богота и даље остаје главни град државе Нова Гранада, што ће касније постати Република Колумбија.
Године 1956, Боготи су се прикључиле друге суседне општине те формирају посебни дистрикт (Distrito Especial). Устав Колумбије из 1991. године је потврдио статус Боготе као главног града државе с пуним именом Santafé de Bogotá, те изменио назив дистрикта у Distrito Capital (Дистрикт главног града). Од аугуста 2000, град се поновно зове само Богота.
Прва железничка пруга је отворена 1884, а први електрични трамвај 1910. У 20. веку становништво Боготе се значајно увећало због великог броја људи који су бежали од грађанског рата у унутрашњости земље.

## Географија
Богота се налази готово у географском средишту Колумбије, источно од платоа Сабана де Богота, на надморској висини од 2.640 m. Иако се налази на висоравни названој сабана (дословно савана), то је у ствари високи плато у склопу планинског масива Анда. Шире подручје је названо Altiplano Cundiboyacense што дословно значи „високи плато Кундинамарка и Бојака“. Река Богота протиче преко платоа правећи водопаде Теквуендама на југу. Притоке реке су формирале благе долине где се налазе прелепа села, са јако развијеном пољопривредом и сточарством.
На истоку платоа се налазе источни Кордиљери. Околна брда, која ограничавају ширење града, простиру се у правцу југ-север, паралелно планинама Гуадалупе и Монсерате. Западну границу града представља река Богота. На југу су мочваре Сумапаз, док се на северу налазе приградске општине Чија и Сопо.

### Клима
Просечна температура на платоу сабана износи 14,0 °C, уз варијације у току године између 3 °C и 25 °C. У току године се смјењују кишне и сушне сезоне. Најсушнији месеци су од децембра до марта, док највише кише пада у априлу и мају те од септембра до новембра. Током кишне сезоне веома честе су и олује, нарочито у октобру.
Климатски услови су веома неуједначени и доста промењиви због ефеката Ел Ниња и Ла Ниња, који су нарочито изражени у подручју Тихог океана, а за које се сматра да су одговорне за нагле климатске промене. Чак и поред ове чињенице, током целе године је релативно хладно током дана, док је ноћу веома хладно због честог ветра.
| Показатељ \ Месец             | .Јан.       | .Феб.       | .Мар.       | .Апр.       | .Мај.       | .Јун.       | .Јул.       | .Авг.       | .Сеп.       | .Окт.       | .Нов.       | .Дец.       | .Год.         |
| ----------------------------- | ----------- | ----------- | ----------- | ----------- | ----------- | ----------- | ----------- | ----------- | ----------- | ----------- | ----------- | ----------- | ------------- |
| Апсолутни максимум, °C (°F)   | 26,4 (79,5) | 25,2 (77,4) | 26,6 (79,9) | 24,4 (75,9) | 25,0 (77)   | 28,6 (83,5) | 25,0 (77)   | 23,3 (73,9) | 26,0 (78,8) | 25,1 (77,2) | 25,6 (78,1) | 24,4 (75,9) | 28,6 (83,5)   |
| Максимум, °C (°F)             | 20,2 (68,4) | 20,3 (68,5) | 19,4 (66,9) | 20,1 (68,2) | 19,0 (66,2) | 19,2 (66,6) | 18,6 (65,5) | 18,8 (65,8) | 19,2 (66,6) | 19,5 (67,1) | 19,6 (67,3) | 19,9 (67,8) | 19,6 (67,3)   |
| Просек, °C (°F)               | 14,3 (57,7) | 14,5 (58,1) | 14,9 (58,8) | 14,9 (58,8) | 15,0 (59)   | 14,5 (58,1) | 14,6 (58,3) | 14,1 (57,4) | 14,3 (57,7) | 14,3 (57,7) | 14,4 (57,9) | 14,6 (58,3) | 14,4 (57,9)   |
| Минимум, °C (°F)              | 7,6 (45,7)  | 8,4 (47,1)  | 9,5 (49,1)  | 9,7 (49,5)  | 9,7 (49,5)  | 9,5 (49,1)  | 9,2 (48,6)  | 8,9 (48)    | 8,7 (47,7)  | 9,0 (48,2)  | 9,2 (48,6)  | 8,0 (46,4)  | 9,0 (48,2)    |
| Апсолутни минимум, °C (°F)    | −1,5 (29,3) | −5,2 (22,6) | −0,4 (31,3) | 0,2 (32,4)  | 0,2 (32,4)  | 1,1 (34)    | 0,4 (32,7)  | 0,4 (32,7)  | 0,3 (32,5)  | 1,8 (35,2)  | 0,5 (32,9)  | −1,1 (30)   | −5,2 (22,6)   |
| Количина падавина, mm (in)    | 50 (1,97)   | 68 (2,68)   | 91 (3,58)   | 135 (5,31)  | 120 (4,72)  | 54 (2,13)   | 35 (1,38)   | 45 (1,77)   | 70 (2,76)   | 137 (5,39)  | 127 (5)     | 81 (3,19)   | 1,012 (39,84) |
| Дани са кишом (≥ 1 mm)        | 9           | 12          | 14          | 18          | 19          | 17          | 15          | 14          | 16          | 21          | 16          | 11          | 181           |
| Релативна влажност, %         | 75          | 76          | 75          | 77          | 77          | 75          | 74          | 74          | 75          | 76          | 77          | 76          | 76            |
| Сунчани сати — месечни просек | 156         | 128         | 107         | 88          | 83          | 94          | 114         | 117         | 109         | 96          | 103         | 138         | 1.328         |
| Извор:                        |             |             |             |             |             |             |             |             |             |             |             |             |               |

### Урбани изглед
Богота има преко хиљаду локалних заједница и насеља, веома различитих по изгледу и развијености. Подручја вишег економског статуса су већином лоцирана на северу и североистоку града, ближе обронцима источних Кордиљера. Сиромашније четврти се већином налазе на југу и југоистоку, док су у центру града те на западу и северозападу заједнице у којима живи претежно становништво из средње класе. Ужи центар града је организован са типичном средишном тачком у виду трга, што је карактеристично за многа насеља која су основали Шпанци. Касније се град постепено се развијао, добијајући данашњи модерни изглед. Главне улице у Боготи се углавном пружају у смеру сјевер-југ, а недавно је промењен и начин именовања и нумерисања зграда, тако да су све улице добиле имена и бројеве у складу с величином улице, од главних авенија до локалних цести.
Од бројних мањих градова у близини Боготе, најзначајнији су Чија, Ла Калера, Чоачи, Чипаке, Соача, Сан Антонио дел Текендама, Москера i Кота.

## Становништво
| 1938.   | 1951.   | 1964.     | 1973.     | 1985.     | 1993.     | 1999.     | 2005.     | 2010.     |
| ------- | ------- | --------- | --------- | --------- | --------- | --------- | --------- | --------- |
| 325.650 | 715.250 | 1.697.311 | 2.855.065 | 4.236.490 | 5.484.244 | 6.276.428 | 7.185.889 | 7.363.782 |

Највећи град и град с највећим бројем становника у Колумбији, Богота има 7,9 становника у градском подручју (попис 2005), с густином насељености од око 3912 становника по квадратном километру. Данас се број становника процењује да је око 7,3 милиона у ужем и 8,6 милиона становника у ширем градском подручју. Само 15.810 људи налази се у руралним подручјима Капитал дистрикта. 47,5% становништва су мушкарци а 52,5% жене. Град има најнижу стопу неписмености у земљи која износи само 4,6% становништва старијег од 5 година.
Јавне услуге имају високу покривеност, јер 99,5% домаћинстава има електричну енергију, док је 98,7% спојено на градски водовод и 87,9% има телефонски прикључак. Међутим, у изради је пројекат стратегије за смањење сиромаштва и неједнакости становништва, а подаци из 2005 године показују да је град имао 32,6% сиромашних (људи који живе са мање од 2,0 УС$ дневно).
У Боготи, као и у остатку државе, убрзава се процес урбанизације, не само због индустријализације, будући да су сложени политички и друштвени разлози, попут сиромаштва и повећане стопе криминала довели до миграција из руралних у урбана подручја током 20. века. То је довело до експоненцијалног раста становништва у урбаним подручјима и ширења градских подручја где живе сиромашни у својој околини. Драматични пример за то је број расељених особа које су стигле у Боготу. Према подацима колумбијског Бироа за људска права (CODHES), у периоду од 1999-2005 265.921 особа је дошла у Боготу као резултат расељавања, што чини око 3,8% укупног становништва Боготе. Већина је расељеног становништва живи у насељима Сиудад Боливар, Кенеди, Усме, и Боса.
Састав градског становништва је доста мешовит, уз највећи удео становништва мелеза (мешавине европских досељеника и домородачког индијанског становништва) те бројних белаца шпанског, италијанског, француског, немачког порекла и других. Постоји врло велики број становништва, пореклом са Блиског истока, углавном од Либанаца и сиријских имиграната. Црначког становништва, пореклом од афричких робова је знатно мање у односу на градове на обали где је у прошлости долазило велики број робова из Африке.
Раније су челници града водили јавне кампање с циљем смањења високе стопе криминала у граду. По службеним подацима администрације дистрикта, у последњих 10 година смањен је број насилних смрти са 89,4 на 100.000 становника у току 1996. године на 37,9 у 2005 години, што износи смањење од 57,6%, а број становника је у истом периоду порастао за више од 25%. Од свих насилних смрти, 62,8% су била убиства, 20,5% су била узрокована саобраћајним несрећама, а од свих убијених и погинулих особа 85,1% су мушкарци а 14,9% жене.
Средином 1990-их Богота је била град с готово највише криминалних дела на свету. Само у 1993. години имала је 4.352 убистава и стопу од 80 убистава на 100.000 становника. Међутим, спровођењем мера сигурносне политике, усвојене 1995 године под називом Communidad Segura (шпан. Сигурна заједница) значајно је смањен број криминалних дела, тако да је данас Богота далеко испред Каракаса и Риа по броју убистава, а може се мерити с градовима попут Атланте и Филаделфије у САД.

## Влада
Богота је главни град Републике Колумбије и седиште законодавних тела државе, Врховног суда Колумбије, средиште извршне Владе и резиденција председника Републике. Градоначелник и Опћинско веће се бирају на изборима.
Град је подељен на 20 локалних заједница: Усакен, Чапинеро, Санта Фе, Сан Кристобал, Усме, Туњуелито, Боса, Кенеди, Фонтибпн, Енгатива, Суба, Бариос Унидос, Теусакијо, Лос Мартирес, Антонио Нарињо, Пуенте Аранда, Ла Канделарија, Рафаел Урибе Урибе, Сиудад Болíвар и Сумапаз. Свака од њих има властиту администрацију која се такођер бира на изборима, а чини је локално веће са не мање од седам чланова. Градоначелник поставља локалне начелнике на предлог надлежних локалних управних одбора.

## Привреда
Упркос својој планинској изолацији, Богота се развила у индустријски град (металопрерађивачка, хемијска, текстилна, индустрија коже и обуће и прехрамбена индустрија). Осим тога што се у њеној близини налази важно налазиште смарагда, има и добро развијено златарство.
Богота је највећи економски центар у Колумбији (следе Медељин, Кали и Баранкиља), а један је и од најважнијих у Латинској Америци. Бруто домаћи производ Боготе износи 86 милијарди, америчких долара готово четвртина укупног БДП-а државе, те је на петом месту од свих градова у Јужној Америци. Већина компанија у држави има седиште у Боготи, а овде се налази и седиште главне берзе. Богота је такође и једно од главних средишта за увоз и извоз робе за Колумбији и Андску заједницу у Латинској Америци.

## Градови партнери
| - Лахор, Пакистан - Буенос Ајрес, Аргентина - Лима, Перу - Каракас, Венецуела - Хавана, Куба - Мадрид, Шпанија - Кито, Еквадор | - Гвајакил, Еквадор - Мексико Сити, Мексико - Бразилија, Бразил - Сантијаго де Чиле, Чиле - Дамаск, Сирија - Миами, САД | - Милано, Италија - Лондон, Уједињено Краљевство - Торино, Италија - Санто Доминго, Доминиканска република - Сеул, Јужна Кореја - Бејрут, Либан |

## Партнерски градови
- Мајами
- Дубаи
- Кадиз
- Тегусигалпа
- Лондон
- Торино
- Амстердам
- Чикаго
- Буенос Ајрес
- Мексико Сити
- Атина
- Мадрид
- Триполи
- Сеул
- Amsterdam
- Рамала
- Ла Паз
- Бразилија